# Tilidin
Tilidin (tilidat, Valoron, Valtran) je sintetički opioidni analgetik. On se uglavnom koristi u Nemačkoj, Švajcarskoj i Belgiji za tretman akutnog i hroničnog, umerenog do jakog bola.

## Farmakologija
Tilidin se smatra opioidom niske do umerene potentnosti. Doza od 100  je ekvivalentna sa 20  morfin sulfata oralno. On se dozira oralno, rektalno, ili putem iekcije (s.c., i.m. ili i.v.) sa pojedinačnim dozama od 50 do 100 , i maksimalnom dnevnom dozom do 600 .
Sam tilidin je slab opioid, ali on podleže brzom metabolizmu u jetri i stomaku do njegovih aktivnih metabolita nortilidina i zatim do bisnortilidina. (1R,2S)-izomer je odgovoran za njegovo analgetičko dejstvo.

## Sinteza
Tilidin se proizvodi putem Diels-Alderove reakcije 1-N,N-dimetilaminobuta-1,3-diena sa etil atropatom, čime se formira smeša izomera, od kojih je samo (E)-(trans)-izomer aktivan, te se naknadno izdvaja iz smeše putem precipitacije neaktivnog (Z)-(cis)-izomera u obliku cinkovog kompleksa. Neaktivni (Z)-(cis)-izomeri se mogu epimerizovati do termodinamički stabilnijih (E)-(trans)-izomera putem refluksa.

## Literatura
- Waldvogel, H. H. (2001). Analgetika, Antinozizeptiva, Adjuvanzien: Handbuch für die Schmerzpraxis (на језику: German). ISBN 978-3-540-65796-5.
- Buschmann, H. (2002). Analgesics: From Chemistry and Pharmacology to Clinical Application. Wiley-VCH. ISBN 978-3-527-30403-5.